# Юнайтед Сокър Лийг
Юнайтед Сокър Лийг (на английски: United Soccer League или USL) е първенство по футбол на САЩ, еквивалентно на втора дивизия. В него участват 33 отбора: 31 от САЩ и 2 от Канада. Както и всички нива на футбола в САЩ, то е дивизия тип „затворена система“ – без изпадащи отбори. USL е най-голямата професионална втора дивизия в света по брой на отбори.

## Формат
Участниците са разпределени в източна и западна конфефенция и играят само със съперници от собствената си конференция до фазата на елиминациите, където първите осем отбора от всяка конференция се елиминират взаимно на четвъртфинал, полуфинал, и финал, след което победителите от двата финала се срещат на мач за титлата.
Клубовете от USL също участват и в турнира за купата на страната, известен като U.S. Open Cup.